# 伊万·帕斯克维奇

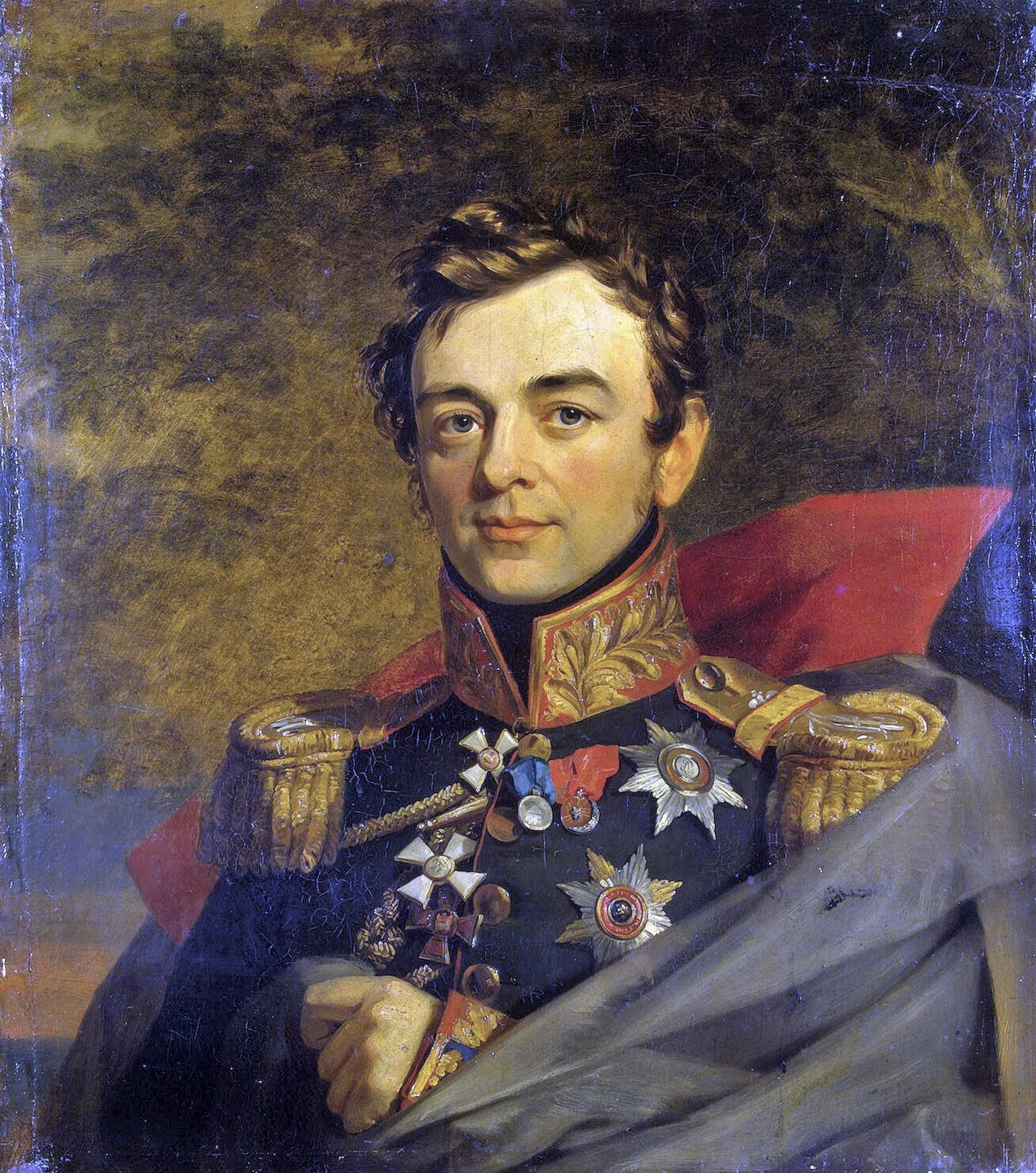

伊万·費奧多羅維奇·帕斯克维奇-葉里萬斯基伯爵，尊貴的華沙親王（俄语：Ива́н Фёдорович Паске́вич-риванский, светлейший князь Варшавский，1782年5月19日—1856年2月1日），沙俄军事人物，1828年，因战功封为埃里温伯爵。1831年任波蘭會議王國总督。

## 生平
1782年5月19日，伊万·帕斯克维奇出生于波尔塔瓦（今烏克蘭）的一個哥薩克家庭。1807年至1812年，帕斯克维奇参加了库图佐夫指挥的第七次俄土战争，表现卓越，在30岁时升为将官。1812至1814年的俄法战争中帕斯克维奇参加战斗，战后晋升为陆军中将。1848年，匈牙利革命爆发，帕斯克维奇担任西征俄军总司令支援奥地利帝国作战，最终迫使匈牙利起义军投降。

## 外部連結
- 维基共享资源上的相關多媒體資源：伊万·帕斯克维奇